# Hossein Derakhshan

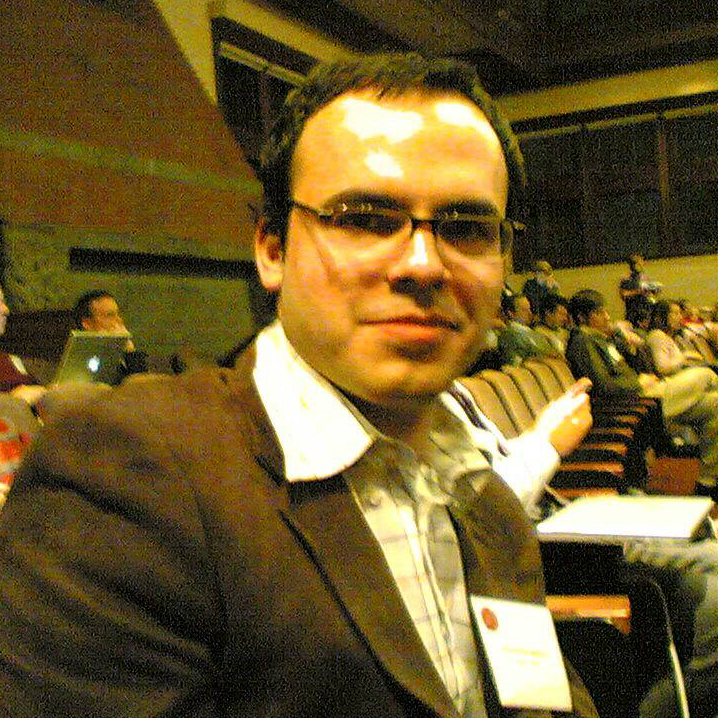
Hossein Derakhshan

Hossein Derakhshan (en persa: حسين درخشان, nacido el 7 de enero de 1975), también conocido como Hoder, es un periodista y bloguero iraní canadiense que vive en Toronto.
Su blog está bloqueado por el gobierno en Irán. Se dice que él fue el que empezó la revolución de los blogs en Irán y es llamado por muchos periodistas el padre de los blogs en persa. También ayudó a promover la difusión de pódcast en Irán.
Tiene un título de Sociología en la Universidad Shahid Beheshti en Teherán y ha pasado tiempo estudiando sociología en la Universidad de Toronto. Actualmente está terminando un programa de posgrado en la Universidad de Londres, Escuela de Estudios Orientales y Africanos (SOAS).
El 20 de noviembre de 2008, se informó que Derakhshan fue arrestado en Teherán, después de haber vuelto hacia allá hacía menos de un mes, acusado de espionaje para Israel.
El 30 de diciembre de 2008, Alireza Jamshidi, el vocero del sistema judicial de Irán confirmó el arresto de Derakhshan, pero no mencionó ninguna acusación relacionada con Israel. Jamshidi dijo que Derakhshan está en custodia de la Corte Revolucionaria Islámica y que su caso está todavía en etapas tempranas de descubrimiento. Jamshidi mencionó que entre las acusaciones contra Derakhshan está lo que escribió acerca de los "Imanes Puros".
Acusado de colaborar con Estados enemigos, hoy está sentenciado a morir en la horca, según dice su amiga Solana Larsen, está culpado de "colaborar con los Estados enemigos, crear propaganda en contra del gobierno islámico, insultar a la santidad religiosa y crear propaganda para grupos antirrevolucionarios"